# Te Mata (district de Waikato)
Pour les articles homonymes, voir Te Mata.
Te Mata est un petit village de la région de Waikato, situé dans la partie moyenne de l’Île du Nord de la Nouvelle-Zélande.

## Situation
La localité est située à 47 km de la cité d’Hamilton et à 15 km de la ville de Raglan.

## Démographie
Le meshblock de Te Mata's (0861900), qui s’étend de Te Mata à Pakoka Landing, présente les résultats suivant pour ce qui concerne le recensement de 2013 en Nouvelle-Zélande.
| année | Population | logements | revenus moyens | moyenne Nationale |
| ----- | ---------- | --------- | -------------- | ----------------- |
| 2001  | 99         | 36        | 20 400 $       | 18 500 $          |
| 2006  | 99         | 42        | 26 700 $       | 24 100 $          |
| 2013  | 132        | 45        | 33 500 $       | 27 900 $          |

## Géologie
Le village siège dans la vallée du cours d’eau ‘Te Mata Stream’ (en fait la partie supérieure du cour du fleuve Opotoru, dont c'est le principal affluent de ce fleuve Opotoru.
Pratiquement toutes les roches trouvées dans le secteur sont d’origine volcanique, à l’exception du chaille (ou chert en anglais), bien que ceci ne soient pas inscrit sur la carte géologique.
Le village est situé dans la secteur volcanique d’Okete de la région géologique d'Auckland (en), sur une zone plate formée par l’étalement des roches volcanique (volcanic damming), issues du volcan Karioi (en) sur les terres les plus élevées situées immédiatement à l’ouest. On y trouve en particulier, quelques scories de basalte comprenant des bandes d’Oxyde de fer (contenant jusqu’à 51,74 % de fer).

## Histoire

### Histoire pré-européenne
Te Mata faisait partie du rohe de Ngāti Māhanga (en).
Jusqu’au début du XXe siècle, le secteur était largement couvert d’arbres de type kahikatea constituant le bush épais.
La carte archéologique montre seulement un seul site situé près du village actuel, la plus grande partie des terres du site étant près de la côte.
Toutefois, ce site, juste au nord du village, avait une importance particulière pour son gisement de  chaille et aussi pour l’origine du nom, Te Mata, qui signifie justement : chaille, silex ou obsidienne.
Les outils en chert ou en silex provenant de ce secteur ont été identifiés sur 18 autres sites archéologiques distants, allant de Manukau (en) à la ville d’Awakino.

### Colonisation européenne
L’installation des Européens commença en 1850.
L’histoire du Conté de Raglan nous dit que le 22 mars 1851, 18 chefs maoris de l'iwi des Ngati-Mahanga (en) et des Ngati-Hourua, menés par William Naylor (en), vendirent à la reine Victoria des terres du pays bordant la berge sud du mouillage, soit 19 680 acres, pour la somme de 400 £ (l’équivalent moderne d’environ 50 000 $).
La limite ouest du bloc de Whaingaroa, de ce qui nous en est connu, commençait au niveau de Putoetoe (le lieu où se situe actuellement la ville de Raglan) et suivait le fleuve Opotoru Stream vers l’intérieur.
Quittant ce cours d’eau à sa jonction avec le ruisseau Hutewai, la ligne allait directement vers le sud sous Te Mata en un endroit « marqué par un point creusé dans le côté du chemin vers Aotea ».
De là, il tournait vers le nord-est pour aller (à nouveau en ligne droite) sur 8 milles à travers une forêt dense pour rencontrer le fleuve Waitetuna (en), dont les quelques derniers miles forment la frontière est ».

Un voyageur de 1855 traversant la région de Pukerangi à deux milles au nord de Te Mata) écrivait, « Comme nous marchions à travers une forêt, nous avons trouvé quelques colons anglais dans un espace ouvert autrefois déboisé par les autochtones : une famille du nom de McArthur, une autre de Phillips deBath, une autre du nom de Day.
Tous semblaient satisfaits du terrain, qu’ils jugeaient petit en quantité, mais qui était très bon en qualité.
Nous nous arrêtâmes une demi-heure après le coucher du soleil sur l’un de ces saltus, appelés Mata, où Rota et nos garçons nous avaient précédés et plantèrent notre tente dans un très bel endroit, où j’espère voir, en cinq années de temps une juste population, et peut-être une église ».
Toutefois, la colonisation ne fut pas aussi rapide.
Le livre nommé Raglan Old Settlers, de 1940 dit: « Aussi sûrement que l’on peut en être certain, les premiers colons au niveau de Te Mata furent les Hutchisons, Kinnairds et Barretts, qui seraient arrivés, croit-on vers 1857.
Les suivants, qui arrivèrent sont les Rollos, J. Mitchell, Bunting, Stebbins, Sherlocks et Wilsons.
Ils avaient leurs maisons dans la proximité immédiate du centre du district.
Un chemin étroit à travers le bush formait leur seule sortie pour aller au centre-ville de Raglan. ».
Un magasin fut ouvert en 1896, nommé Te Mata Co-op.
Une laiterie coopérative débuta en 1902.
Te Mata Hall et une école nouvelle furent construits en 1905.
En 1915, le guide nous dit que « Te Mata est un petit centre-ville dans le comté de Raglan, à 25 miles de la ville de Frankton par la diligence et environ 9 miles au sud de Raglan, sur le trajet de la Raglan-Kawhia Road.
C’est principalement un district de fermes et de pâturages; ».

### Transport
Te Mata est à 8,5 km au sud de la route State Highway 23/SH23 (en), qui continue vers le sud jusqu’à la jonction avec la route State Highway 31/SH31 (en), à proximité du port de Kawhia (en).
Elle est goudronnée à partir de la SH23 jusqu’à Phillips Road, 7 km au sud de Te Mata  comme l’est de ‘Ruapuke Rd’.
Par ailleurs, la plupart des routes sont en graviers et le réseau de transport s’y développe lentement.

#### Routes
Quand les terres furent achetées en 1855, le commissaire écrivit, « La terre est de bonne qualité, ayant des chemins fait par les autochtones, capable de former des routes en les déviant légèrement vers l’intérieur du pays ».
Ces chemins furent ensuite améliorés par les colons, mais ce ne fut pas avant la fondation de la ville de Raglan en 1868 et de celle de Karioi en 1870 que le Highways Boards assura la construction de routes, qui furent financées par les impôts locaux.
Après la promulgation du Immigration and Public Works Act (en) de 1870, le gouvernement contribua aussi au financement.
Waimaori Road, qui est maintenant une petite route en gravier, peu utilisée, fut la première à être construite.
En 1864, un chemin allait de Waitomotomo à Waimaori, prolongé ensuite en 1882 par les colons Ward et Jackson en tant que route pour les bœufs du mont de Waimaori, et plus tard allongée, en remontant Waimaori Hill, jusqu’au sommet des collines côtières et en descendant de Mill Hill vers la plage de Ruapuke
L’état des transports en 1871 est illustré par une description de l’arrivée de la famille Saunders.
Il y est dit qu’ils prirent un bateau de Raglan à Bridle Creek, puis un char à boeufs (en) en direction de Kauroa, un cheval de bât vers Te Mata et alors ils suivirent le chemin vers Te Hutewai en portant leurs bagages sur leur dos.
Lors de leur réunion du 2 janvier 1872, le Board de Karioi décida de faire un appel d’offres pour construire la route de allant de Te Mata à la ville de Raglan passant dans les pires emplacements
Le 14 novembre 1870, le conseil local décida la construction du pont (probablement déjà construit précédemment à la fin des années 1850) au-dessus du fleuve Opotoru sur le trajet de la route Raglan - Aotea (nommé Maungatawhiri Rd), qui était presque inutilisable et le pont nécessaire pour une nouvelle route Aotea - Waitetuna (Kauroa Rd), environ 1/2 mi en amont, qui est maintenant le seul pont existant.
Le conseil était inquiet de ne faire qu’un seul pont qui desserve les deux routes et donc finalement deux ponts différents furent construits.
Le 14 août 1872, il fut décidé de construire le nouveau pont de Puriri.
Le pont actuel est en béton.
En 1880, la Te Mata Road était décrite comme « une route meilleure que d’ordinaire », avec le talus « maintenu à quelques distances des deux côtés » et « plusieurs fermes bien cultivées ».
En 1884, 7 milles de la route vers Kawhia (en) étaient terminés en direction du fleuve Pakoka.
Les estimations du ministère des travaux Publics (en) furent réalisées pour étendre la route au-dessus de Pakoka Bridge en 1884, 1897, 
1902, 1910, 1912, 1913,
1914 et 1918.

#### Bus
Te Mata n’a maintenant que des bus scolaires, mais autrefois la ville avait des services publics.
À partir de mars 1922, un a  deux par une demi-heure, Pakoka Landing vers gare de frankton (en), via Te Mata, “Silver Trail”, le service de bus commença, avec une connexion de lancement de moteur en direction de Kawhia harbour (en) le vendredi.
Les problèmes avec les routes rudes et les marées fit que cela échoua.
En 1938, un bus de la Western Highways circula de Kawhia à Auckland via Makomako, Te Mata, Waingaro et Tuakau et retour le jour suivant.
En 1946, Brosnan Motors commença une circulation quotidienne, quittant Kawhia à 5.45 am, arrivant à Auckland à 1pm, retournant à 2 pm, avec un retour à Kawhia vers 9.30 pm.
En 1950, Brosnan Motors vendit le Raglan-Kawhia circulant en direction de Norman Rankin, qui termina en 1952.
Brosnan Motors vendit la Raglan-Auckland à la société Pavlovich Motors en 1971 mais Jim continua de faire circuler les bus scolaires locaux.
Le premier bus utilisé sur le tracé Auckland-Kawhia était un car à sept siège de la marque Studebaker, puis un dix sièges de la marque Dodge utilisé par le Norman Collett, qui plus tard donna la voie à un bus quatorze sièges de la marque Oldsmobile.
Comme les routes s’amélioraient, des bus  18 et 21 sièges de la marque Diamond T prirent le dessus.
Maintenant des cars de40 sièges circulent de Raglan vers Auckland.
Pavlovich se retira du service de Raglan-Auckland en 1976.
Dans les premières années des bus à moteur, certains bus allant de Hamilton à Raglan circulaient via Te Mata, mais ils furent remplacés par un fourgon postal.
À partir de 1er octobre 1950 et jusqu’après 1983, Robertsons affichait un bus à 9 am vers Raglan, qui quitte la poste au niveau de la route Te Uku.
Le courrier rural était trié  dans la ville de Raglan et ce service circulait en direction de Te Mata via Maungatawhiri, et ensuite à travers la localité de Kauroa, en direction d’Aramiro et retour vers Raglan via Okete, retournant ainsi à Hamilton pour 3pm.

### Églises
- L’église « anglicane de tous les saints » fut conçue par Thomas Cray et le coût de 800£, fut levé principalement par le ‘Te Mata Ladies Guild’.

Elle fut dédicacée par le Évêque de Waikato (en) en 1928.
Elle fut vendue en 2013, bien qu’elle soit devenue une propriété privée bien avant cela.
- L’église « catholique de la sainte rédemption » dans Te Mata fut construite avec des  rimu et coûta 600 £ pour sa construction.

Elle fut ouverte le 10 mars 1935 par archevêque Bishop Liston (en).

### Laiterie
.

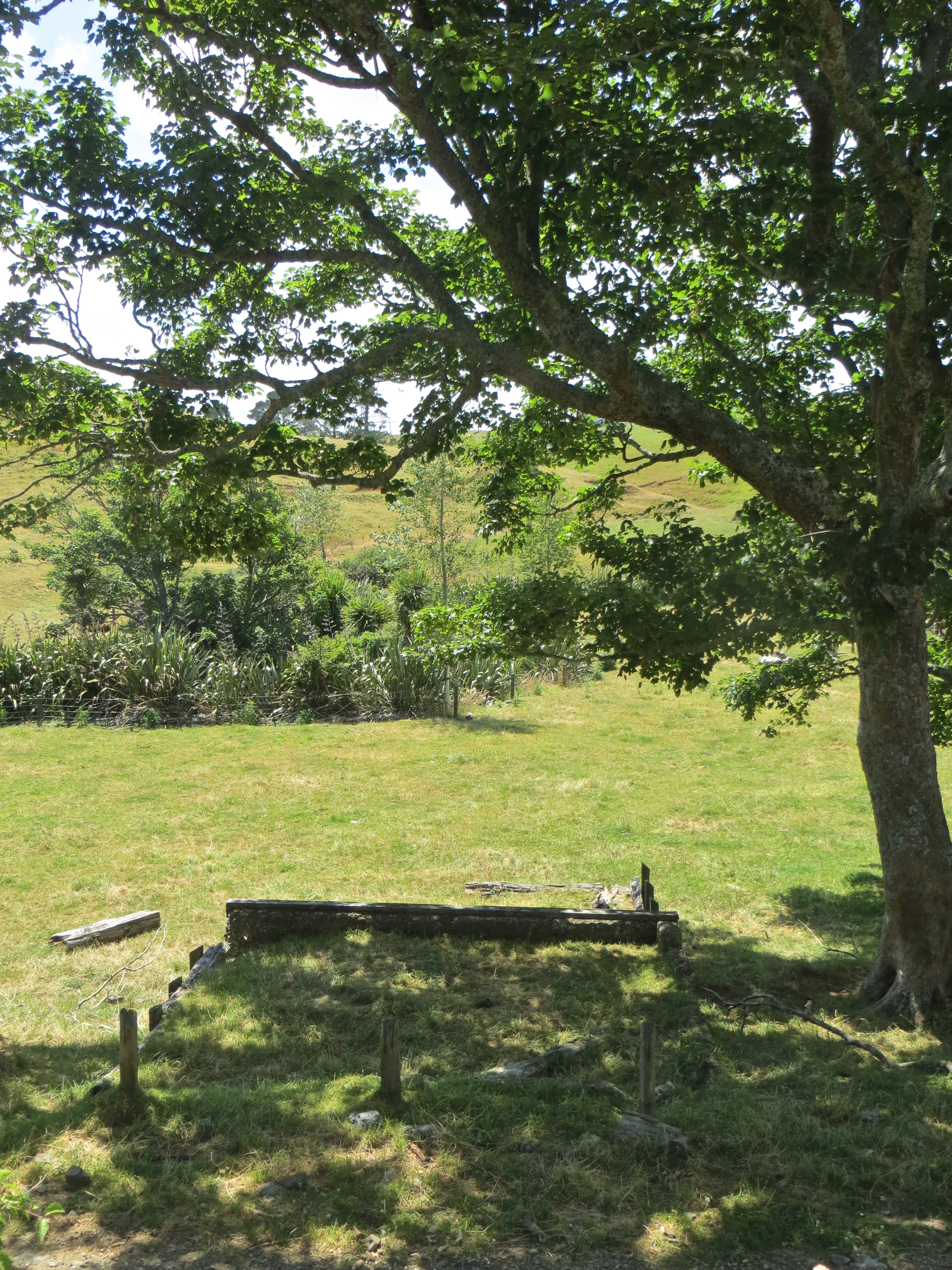
Site de l’ancienne laiterie (1899-1911) située à l’angle du domaine de Te Mata.
Pour la photo de 1910 voir Here

Vers 1899, Mr. W. J. Smith construisit une usine de fabrication du beurre, juste au sud de la ville de Te Mata.
En 1903, il vendit la ‘Te Mata Creamery’ pour 600 £ et une Co-op Butter Factory fut créée, avec 16 fournisseurs produisant environ 17 tonnes de beurre par an.
En 1911, elle fut amalgamée avec celle de Kauroa et la « Te Mata Factory » ferma

### Scieries
Le seul moulin de Te Mata fut celui que Fleming construisit à une courte distance de Ruapuke road en 1903.
Ils coupèrent les bois d’œuvre pour la construction du Hall de Te Mata en 1905.
Il y avait aussi le moulin de George Saunders au niveau de la localité de Te Hutewai construit vers 1908 et animé par une roue à aubes, alimentée par un barrage, qui est toujours présent.
La Raglan Sawmilling Co fut formée vers 1919.
Son moulin de Te Hutewai brûla en 1928.

### Salle de ventes
La salle des ventes (en) de Kauroa, à 5 km au nord de Te Mata, fut la première utilisée le 21 janvier 1914 remplaçant l’enclot des moutons et des bœufs situé plus au nord.
Les fermiers locaux formèrent la Kauroa Saleyards Society en 1977, quand les  ‘yards’ furent sécurisés avec des clôtures et continuèrent  à assurer les ventes.

### Magasins
Le magasin le plus proche est maintenant à Te Uku, mais dans le passé, il y en avait plusieurs autres.
Mr W. Duffus avait un magasin au niveau de Motakotako (en) sur ‘Phillips Rd’ vers 1874.
Vers 1880, c’était la propriété de Mr J. W. Ellis (en).
À partir de 1890 et jusqu’au début de 1920, Mr et Mrs Given tenaient un magasin et un bureau de poste au niveau de Ruapuke.
Il ferma en 1938, quand la distribution du courrier rural (en) commença au niveau de ‘Te Mata’.
P. H. Watkins ouvrit un magasin en 1896 et se déplaça vers un magasin plus grand et plus central en 1902. Un magasin de chapeaux et de manteaux ouvrit dans l’ancien magasin.
Les magasins de sellerie de Scott et de plomberie de Cornes étaient situés au niveau de la jonction de Te Mata et de Ruapuke Roads, Wally Thomson avait un atelier de maréchal-ferrant et en 1920, il y avait aussi 2 bouchers, chacun avec un abattoir.

### Téléphone
Vers 1880, la première ligne de téléphone pour relier Kawhia avec Hamilton arriva via Waitetuna, Kauroa et Te Mata.
En 1914, la Te Mata Telephone Association fut rejointe par 40 colons abonnés, reliés ensemble pour échanger au niveau du bureau local, qui fonctionnait de 9 a.m. à 5 p.m., mais avec un service de 24 heures pour les appels locaux.
Il fut mis en liquidation en 1927, quand le nouveau bureau de poste, les lignes et les échanges furent construits avec 64 souscripteurs.
Les anciennes lignes avait de petits isolants, des fils en acier galvanisé, des poteaux bon marché et un système de paire torsadée.
Les échangeurs furent automatisés en 1970.

## Éducation
- L’école de Te Mata  (Raglan), est une petite école d’État, assurant tout le primaire (allant des années 1 à 8), qui avait en 2013, un  taux de décile de 1[40] et un effectif de 81 élèves[41]. L’école a ouvert en 1877, construite à partir de maisons préfabriquées destinées aux immigrants, qui avaient été amenées par bateaux à partir de Raglan en 1874, et ensuite montées jusqu’à Te Mata par l’équipage de bœufs de John Galvan. L’école actuelle fut construite en 1905.

Les nouvelles salles de classe furent construites en 1961 et le bâtiment de 1905 remodelé.
En 1964, l’ancienne maison de l’école fut remplacée avec l’école de Te Hutewai.
Les bains de l’école furent construits en 1950 et l’installation de filtration ajoutée en 1969.
L’ancien MP, Katherine O'Regan (en), fut élève dans l’école de 1951 à 1958.
Des écoles existaient aussi autrefois au niveau des localités de:
- Kauroa (1907[33] jusqu’à amalgamation avec Raglan en 1941)[29]
- Makomako (1926[43]  après 1973),
- Pakihi (1935[44]-1960-ish)
- Pakoka (1915–1919)[45].
- Raorao (1844 à 1904)[46] ou en1907)[47].

Ruapuke et
- Te Hutewai (1924)[48]  à 1958)[9]

Les enfants circulent maintenant par le bus scolaire en direction de Te Mata ou vers la ville de Raglan.